# Cirratulus branchioculatus
Cirratulus branchioculatus är en ringmaskart som beskrevs av Chlebovitsch 1959. Cirratulus branchioculatus ingår i släktet Cirratulus och familjen Cirratulidae. Inga underarter finns listade i Catalogue of Life.